# 翟溥福
翟溥福，字本德，廣東東莞人。明朝政治人物、進士。
永樂二年（1404年），其中進士三甲第二百二十九名，授青陽知縣。英宗時升爲南康知府。任上重修白鹿書院，并講明道義，百姓紛紛慕名前來，稱其為“江西第一郡守”。后致仕歸鄉，家貧清舊。

## 延伸阅读
[在维基数据编辑]
 《明史卷二百八十一》，出自《明史》